# Sphaerophoria batava
Sphaerophoria batava là một loài ruồi trong họ Ruồi giả ong (Syrphidae). Loài này được Goeldlin de Tiefenau mô tả khoa học đầu tiên năm 1974. Sphaerophoria batava phân bố ở vùng Cổ Bắc giới (Đan Mạch)